# ستارهاك (لعبة فيديو 1979)
ستارهاك (بالإنجليزية: Starhawk)‏ ، هي لعبة فيديو من نوع شوتم أب أنتجها شركة سينماترانيكس سنة 1979م، وتعمل على نظامي آركيد و فيكتريكس.

## وصلة خارجية
- Starhawk على موبي غيمز